# Mawan (köpinghuvudort i Kina, Hubei Sheng, lat 30,58, long 113,33)
Mawan (kinesiska: 马湾, 马湾镇) är en köpinghuvudort i Kina. Den ligger i provinsen Hubei, i den centrala delen av landet, omkring 91 kilometer väster om provinshuvudstaden Wuhan. Antalet invånare är 36 632. Befolkningen består av 17 032 kvinnor och 19 600 män. Barn under 15 år utgör 14,0 %, vuxna 15-64 år 75 %, och äldre över 65 år 9,0 %.
Runt Mawan är det tätbefolkat, med 613 invånare per kvadratkilometer. Närmaste större samhälle är Henglin, 14,8 km väster om Mawan. Trakten runt Mawan består till största delen av jordbruksmark.
Genomsnittlig årsnederbörd är 1 371 millimeter. Den regnigaste månaden är juli, med i genomsnitt 192 mm nederbörd, och den torraste är december, med 18 mm nederbörd.